# Hume (Misuri)
Hume es un pueblo ubicado en el condado de Bates en el estado estadounidense de Misuri. En el Censo de 2010 tenía una población de 336 habitantes y una densidad poblacional de 190,78 personas por km².

## Geografía
Hume se encuentra ubicado en las coordenadas 38°5′26″N 94°35′00″O / 38.09056, -94.58333. Según la Oficina del Censo de los Estados Unidos, Hume tiene una superficie total de 1.76 km², de la cual 1.71 km² corresponden a tierra firme y (2.65%) 0.05 km² es agua.

## Demografía
Según el censo de 2010, había 336 personas residiendo en Hume. La densidad de población era de 190,78 hab./km². De los 336 habitantes, Hume estaba compuesto por el 95.83% blancos, el 0.3% eran afroamericanos, el 0% eran amerindios, el 0.89% eran asiáticos, el 0% eran isleños del Pacífico, el 0.6% eran de otras razas y el 2.38% pertenecían a dos o más razas. Del total de la población el 4.46% eran hispanos o latinos de cualquier raza.